# Juliette Colbert

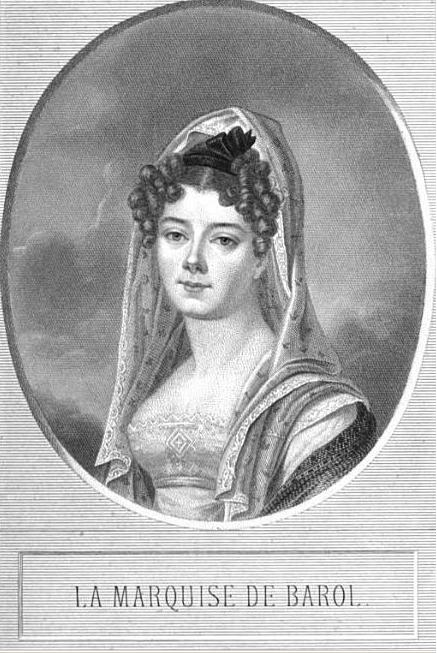
Juliette Colbert di Barolo

Juliette-Françoise-Victurnienne de Colbert-Maulévrier (Maulévrier, 27 de junho de 1785 — Turim, 19 de janeiro de 1864), também conhecida por Giulia Falletti di Barolo ou por Juliette Colbert di Maulévrier, foi uma aristocrata e filantropa de origem francesa, naturalizada italiana. Foi casada com o marquês Carlo Tancredi Falletti di Barolo. Tendo-se distinguido por uma intensa religiosidade e pelo seu labor e generosidade em favor dos mais pobres, a Igreja Católica Romana considera-a entre os servos de Deus.

## Biografia
Nasceu em Maulévrier no seio da família Colbert, da alta aristocracia da Vendeia, filha de Edouard Victurnien Charles René Colbert e de sua esposa Anne Marie Louise de Crénolle. O pai era descendente directo de Jean-Baptiste Colbert, o Ministro das Finanças de Luís XIV de França, o Rei Sol. Ficou órfão de mãe aos 7 anos de idade e poucos anos depois, o advento da Revolução Francesa levou a que muitos dos seus parentes, que pertenciam aos mais altos escalões da aristocracia francesa, fossem publicamente executados.
Com o patrocínio de Napoleão Bonaparte, casou a 18 de Agosto de 1806 com o marquês piemontês Carlo Tancredi Falletti di Barolo, trazido para Paris em criança aquando da incorporação do Piemonte na esfera da França napoleónica e que fora pajem na corte imperial. Após a derrota de Mapoleão Bonaparte e a restauração da monarquia sarda, em 1814 o casal fixou residência em Turim, no Palazzo Barolo, a residência ancestral da família dos marqueses de Barolo.
Apesar da proeminência social que atingiram em Turim, o interesse predominante do casal foi a caridade: Juliette dedicou-se ao cuidado dos presos e, em conjunto com instituições de caridade fundadas ou apoiadas pelo marido, desenvolveu acções de apoio à educação dos mais pobres, com a fundação de escolas gratuitas, de apoio social aos presos e às suas famílias, às jovens mães e às prostitutas. Também promoveu a assistência médica e alimentar aos pobres e doações diversas, incluindo uma importante doação destinada a erigir o Cimitero monumentale di Torino, e múltiplas oferendas pias destinadas a igrejas e instituições católicas.
O seu compromisso a favor dos presos, com apoio na educação, fornecimento de comida e roupas decentes e higiene, chegou a tal ponto que, apresentado ao Governo um projecto de reforma das prisões, a 30 de Outubro de 1821 foi nomeada pelo Governo para o cargo honorário de superintendente das prisões. Em resultado da sua acção, a prisão de Turim tornou-se um modelo, para a qual elaborou um novo regulamento interno, colocado à discussão com os prisioneiros, dos quais obteve aprovação unânime.
Em 1821 fundou no bairro popular de Borgo Dora uma escola para meninas pobres. Em 1823 fundou em Valdocco o Instituto do Refúgio (Istituto del Rifugio), um abrigo para mães solteiras. Em 1825 fez instalar em parte do edifício em que vivia (o Palazzo Barolo) um jardim de infância, o Asilo Barolo, destinado a filhos dos trabalhadores, o qual foi a primeira instituição deste tipo em Itália.
Em 1833 mandou construir ao lado do Instituto de Refúgio, em Valdocco, um mosteiro destinado às Irmãs Penitentes de Santa Maria Madalena, que foi ampliado para acomodar as vítimas da prostituição infantil. No ano de 1834, fundou, em conjunto com o seu marido, a congregação das Congregação Geral das Irmãs de Santa Ana (Congregazione Generale delle Suore di Sant'Anna).
Para além da sua acção caritativa, o casal também se distinguiu pelo mecenatono campo das artes e das ciências, recebendo no seu Palazzo Barolo a elite política e cultural do Piemonte e muita da da intelectualidade italiana, incluindo alguns dos nomes mais conhecidos da literatura e do pensamento transalpino do tempo. Entre os mais conhecidos hóspedes conta-se o patriota italiano Silvio Pellico, retornado do cativeiro no Castelo de Špilberk em Praga.
Perdeu o marido em 1838, após a epidemia de cólera da 1835, durante a qual ele tinha prestado generoso apoio para aos mais carentes, financiando hospitais e empenhando-se pessoalmente, como membro da administração municipal de Turim, no controlo da epidemia e no apoio aos doentes e às famílias das vítimas da doença.
Após a morte do marido, contratou Silvio Pellico como seu secretário e bibliotecário do Palácio Barolo, cargos que manteria até falecer em 1854. Terá sido através de Pellico que a marquesa conheceu em 1844 o jovem padre Giovanni Bosco, o futuro fundador dos salesianos, com quem travou amizade e que nomeou capelão da capela de São Francisco de Sales do seu instituto de Valdocco, no qual trabalhou até 1846, ano em que iniciou o seu próprio instituto em Valdocco.
Em 1845 abriu o Asilo de Santa Filomena (Ospedaletto di santa Filomena) para adolescentes com deficiência, a que se seguiu em 1847 uma escola profissional fundada no seu próprio palácio, para as meninas de famílias operárias, na qual em 1857 estabeleceu uma escola de tecelagem e bordados.
Estendeu as suas acções de beneficência para fora da cidade de Turim e fundou um asilo em Castelfidardo e uma casa para meninas em risco em Lugo di Romagna. A sua última obra de beneficência foi a construção da Igreja de Santa Giulia, no popular bairro de Vanchiglia.
Após a sua morte em 1864, por seu testamento foi o estabelecida a Obra Pia Barolo (Opera Pia Barolo) à qual legou todo o património da sua família, já que o casal não tivera filhos. De acordo com alguns documentos, dedicou a obras de caridade um total de 12 milhões de libras, uma soma igual ao orçamento de um Estado naquele tempo.
Em 1899 o seu féretro foi trasladado para a Igreja de Santa Giulia, em Vanchiglia, que ela mesma fizera construir. A 21 de Janeiro de 1991 foi iniciado o processo da sua beatificação.